# Hình cảnh sát

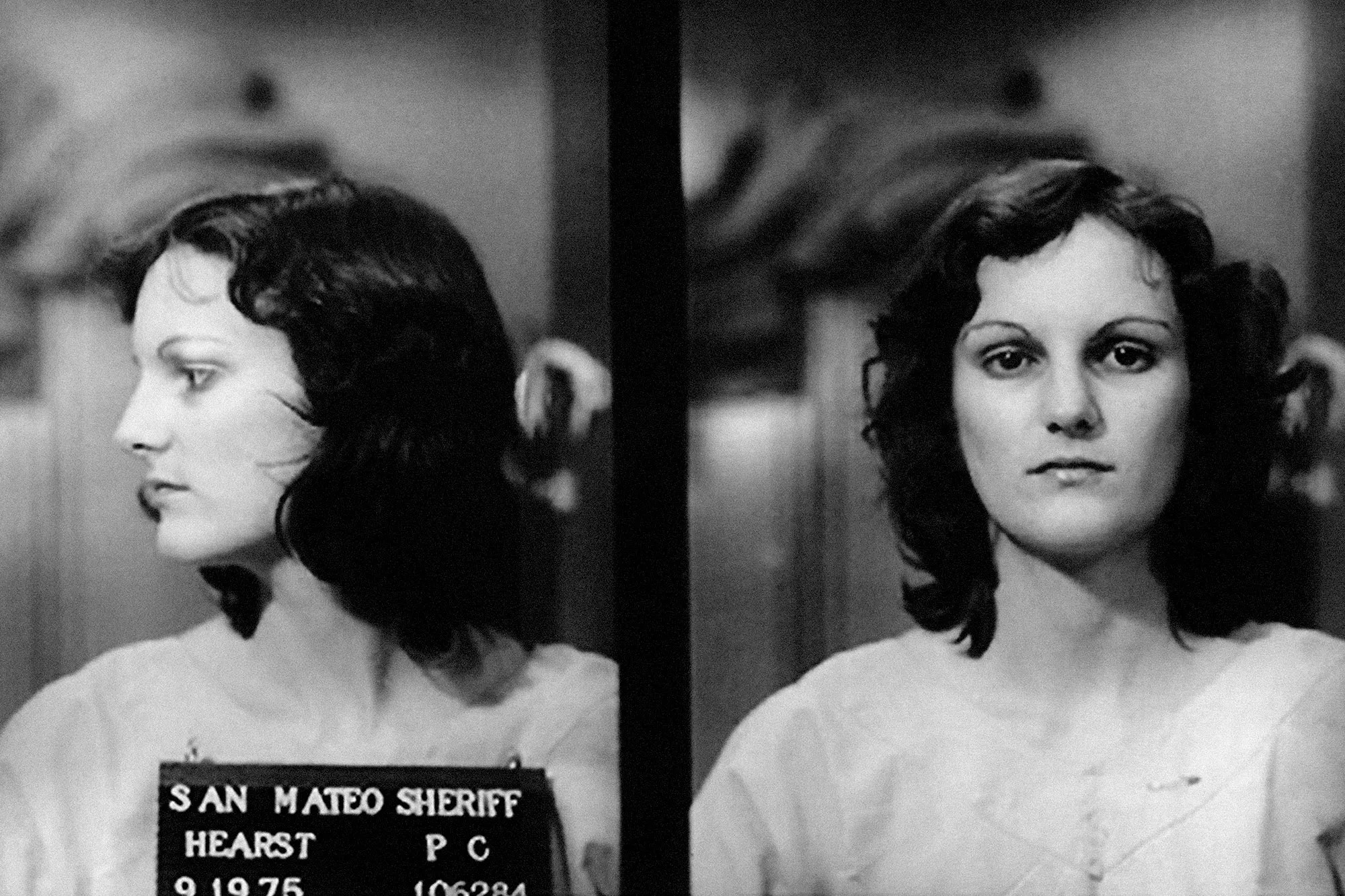
Ảnh cảnh sát của Patty Hearst chụp tại nhà tù quận San Mateo, ngày 18 tháng 9 năm 1975

Hình cảnh sát hay hình khi bắt (tiếng Anh: mugshot hay mug shot) là một bức ảnh chân dung của một người, được chụp từ thắt lưng trở lên, thường lấy sau khi người đó bị bắt giữ. Mục đích của hình cảnh sát là cho cơ quan hành pháp một hồ sơ ảnh của một cá nhân bị bắt giữ, giúp nạn nhân, công chúng và điều tra viên nhận dạng.
Việc chụp ảnh tội phạm bắt đầu từ những năm 1840, chỉ vài năm sau khi nhiếp ảnh ra đời, tuy nhiên phải đến năm 1888, sĩ quan cảnh sát người Pháp Alphonse Bertillon mới chuẩn hóa và phổ biến quy trình này.

## Từ nguyên
"Mug" là một từ lóng trong tiếng Anh có nghĩa là "khuôn mặt", xuất hiện từ thế kỷ 18. Mugshot còn có nghĩa lóng là bất kỳ hình ảnh nhỏ của một khuôn mặt dùng cho lý do bất kỳ.

## Miêu tả

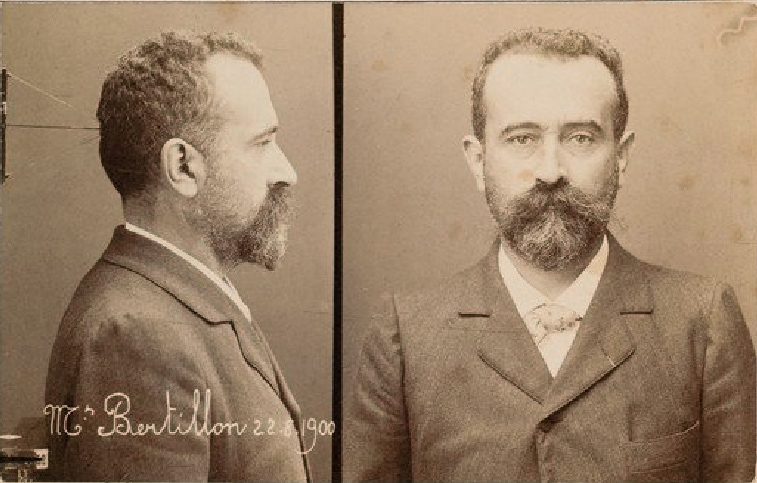
Mugshot tự chụp của Alphonse Bertillon, người phát triển và quy chuẩn hóa loại ảnh chụp này, ngày 22 tháng 8 năm 1900

Một hình cảnh sát thông thường có hai phần, một bức chụp từ bên và một bức chụp thẳng diện. Khung nền thường để đơn giản và ít màu sắc nhằm tránh xao nhãng khỏi hình mặt (khác với ảnh chụp thông thường với phông cảnh tự nhiên hơn). Hình cảnh sát có thể được tổng hợp thành một quyển sách nhằm xác định danh tính của tội phạm. Trong một số vụ án lớn, mugshot cũng được đăng tải trên các phương tiện truyền thông đại chúng.

## Lịch sử
Những bức hình đầu tiên của tù nhân chụp bởi cơ quan chức năng xuất phát từ Bỉ năm 1843 và 1844. Ở Vương quốc Anh, cảnh sát tại Luân Đôn bắt đầu chụp ảnh tội phạm năm 1846. Cảnh sát Liverpool và Birmingham bắt đầu năm 1848. Đến năm 1857, Sở Cảnh sát Thành phố New York có một phòng trưng bày ảnh đage của phạm nhân.
Cơ quan Thám tử Quốc gia Pinkerton bắt đầu sử dụng những ảnh này trên các áp phích truy nã tại Hoa Kỳ. Đến những năm 1870 cơ quan này đã có bộ sưu tập mugshot lớn nhất nước Mỹ.
Cách bố trí hai bức hình nhiều khả năng xuất phát từ Alexander Gardner, người chụp ảnh những người bị cáo buộc chủ mưu vụ ám sát Abraham Lincoln, tuy nhiên những bức ảnh Gardner chụp là toàn thân, chỉ có đầu là quay lại.
Năm 1871, sau sự sụp đổ của Công xã Paris, Quận Cảnh sát Paris thuê một nhiếp ảnh gia tên Eugène Appert để chụp ảnh những tù nhân bị kết án. Năm 1888, Alphonse Bertillon phát minh ra mugshot toàn mặt và ảnh bên, với ánh sáng và góc chụp được tiêu chuẩn hóa. Hệ thống này nhanh chóng được dùng khắp châu Âu, rồi lan đến Mỹ và Nga.